# Vihti, Jovkva
Vihti (în ucraineană Віхті) este un sat în comuna Lavrîkiv din raionul Jovkva, regiunea Liov, Ucraina.

## Demografie
Componența lingvistică a localității Vihti
     Ucraineană (100%)
Conform recensământului din 2001, toată populația localității Vihti era vorbitoare de ucraineană (100%).